# The Idolmaster (anime)
The Idolmaster (アイドルマスター Aidorumasutā?, comúnmente estilizado como THE iDOLM@STER) es una serie de anime japonesa de 2011 basada en la saga de videojuegos del mismo nombre The Idolmaster. La serie, producida por A-1 Pictures y dirigida por Atsushi Nishigori,. Basado en The Idolmaster 2 (videojuego para Xbox 360 y PS3), el anime sigue a un grupo de trece ídols-pop pertenecientes a 765 Production (765プロ Namuko Pro) y su objetivo de convertirse en los ídolos más populares de Japón. Empezó su emisión el 7 de julio de 2011 y finalizó el 23 de diciembre del mismo año. Una OVA fue lanzada el 16 de junio de 2012. El 25 de enero de 2014 se estrenó su película titulada THE IDOLM@STER MOVIE: Kagayaki no Mukōgawa e!

## Argumento
De forma similar que en los juegos, la serie trata de un productor novato que trabaja en un estudio ficticio de idols llamado "765 Production (765プロ Namuko Pro)", gestionado por Junjirou Takagi. El productor trata de mejorar la carrera de las 12 idols que trabajan para la agencia junto con la ex-idol Ritsuko Akizuki. El grupo de ídols aspirante tendrá que lidiar no sólo con las dificultades iniciales para conseguir conciertos, sino también con la agencia rival, "961 Production", gestionado por Takao Kuroi, un antiguo compañero de Takagi.

## Personajes

### 765 Production
Haruka Amami (天海春香 Amami Haruka?)
 Seiyū: Eriko Nakamura
Chihaya Kisaragi (如月千早 Kisaragi Chihaya?)
 Seiyū: Asami Imai
Yukiho Hagiwara (萩原雪歩 Hagiwara Yukiho?)
 Seiyū: Azumi Asakura
Yayoi Takatsuki (高槻やよい Takatsuki Yayoi?)
 Seiyū: Mayako Nigo
Azusa Miura (三浦あずさ Miura Azusa?)
 Seiyū: Chiaki Takahashi
Iori Minase (水瀬伊織 Minase Iori?)
 Seiyū: Rie Kugimiya
Makoto Kikuchi (菊地真 Kikuchi Makoto?)
 Seiyū: Hiromi Hirata
Ami y Mami Futami (双海亜美・真美 Futami Ami y Mami?)
 Seiyū: Asami Shimoda
Miki Hoshii (星井美希 Hoshii Miki?)
 Seiyū: Akiko Hasegawa
Hibiki Ganaha (我那覇響 Ganaha Hibiki?)
 Seiyū: Manami Numakura
Takane Shijou (四条貴音 Shijou Takane?)
 Seiyū: Yumi Hara
Ritsuko Akizuki (秋月律子 Akizuki Ritsuko?)
 Seiyū: Naomi Wakabayashi

### Staff de 765 Production
Productor (プロデューサー Purodyuusaa?)
 Seiyū: Kenji Akabane
Junjirou Takagi (高木順二朗 Takagi Junjirou?)
 Seiyū: Houchu Ohtsuka
Kotori Otonashi (音無小鳥 Otonashi Kotori?)
 Seiyū: Juri Takita

### 961 Production
Touma Amagase (天ヶ瀬 冬馬 Amagase Touma?)
 Seiyū: Takuma Terashima
Hokuto Ijuuin (伊集院北斗 Ijuuin Hokuto?)
 Seiyū: Daichi Kanbara
Shouta Mitarai (御手洗翔太  Mitarai Shouta?)
 Seiyū: Yoshitsugu Matsuoka

### Staff de 961 Production
Takao Kuroi (黒井崇男 Kuroi Takao?)
 Seiyū: Takehito Koyasu

### Otros
Yoshizawa (善澤記者 Yoshizawa-kisha?)
 Seiyū: Mitsuaki Hoshino

## Media

### Lista de episodios
| #        | Título | Guion                          | Storyboard                           | Director                                                       | Estreno                  |
| -------- | --- | ------------------------------ | ------------------------------------ | -------------------------------------------------------------- | ------------------------ |
| 1        | «Aquí es dónde las chicas comienzan» «Kore kara ga Kanojo-tachi no Hajimari» (これからが彼女たちのはじまり)                                            | Tōko Machida Atsushi Nishigori | Michaiko Joseluis                    | Atsushi Nishigori                                              | 7 de julio de 2011       |
| 2        | «Las chicas empiezan los preparativos» «Junbi" o Hajimeta Shōjo-tachi» (準備"をはじめた少女たち)                                                       | Tōko Machida                   | Touko Takao                          | Touko Takao                                                    | 14 de julio de 2011      |
| 3        | «Todo comienza con un valiente paso» «Subete wa Ippo no Yūki kara» (すべては一歩の勇気から)                                                            | Tōko Machida                   | Ryuichi Kimura                       | Ryuichi Kimura                                                 | 21 de julio de 2011      |
| 4        | «Cambia quien soy» «Jibun o Kaeru toiu Koto» (自分を変えるということ)                                                                                  | Tōko Machida                   | Kazuya Tsurumaki                     | Daisuke Takashima                                              | 29 de julio de 2011      |
| 5        | «Pasando las vacaciones de verano con todos» «Minna to Sugosu Natsuyasumi» (みんなとすごす夏休み)                                                      | Tatsuya Takahashi              | Shinobu Yoshioka                     | Takahiro Majima                                                | 5 de agosto de 2011      |
| 6        | «La decisión de seguir avanzando» «Saki ni Susumu toiu Sentaku» (先に進むという選択)                                                                   | Tōko Machida                   | Touko Takao                          | Yuuki Itoh                                                     | 12 de agosto de 2011     |
| 7        | «Cosas que quieres, cosas que son importantes» «Daisuki na Mono, Taisetsu na Mono» (大好きなもの、大切なもの)                                          | Michihiro Tsuchiya             | Kōji Masunari                        | Masanori Takahashi                                             | 19 de agosto de 2011     |
| 8        | «Otro camino hacia la felicidad» «Shiawase e no Mawarimichi» (しあわせへの回り道)                                                                      | Hideki Shirane                 | Masanori Takahashi                   | Kentarō Suzuki                                                 | 26 de agosto de 2011     |
| 9        | «Cosas que puedes hacer en par» «Futari dakara Dekiru Koto» (ふたりだから出来ること)                                                                   | Michihiro Tsuchiya             | Shigeyasu Yamauchi                   | Shigeyasu Yamauchi                                             | 2 de septiembre de 2011  |
| 10       | «Avanzando un poco con todas» «Minna de, Sukoshi demo Mae e» (みんなで、少しでも前へ)                                                                  | Hideki Shirane                 | Ryouji Masuyama                      | Ryouji Masuyama                                                | 9 de septiembre de 2011  |
| 11       | «Esperanzas, incertidumbres y señales» «Kitai, Fuan, Soshite Yochō» (期待、不安、そして予兆)                                                           | Takahashi Tatsuya              | Kanjo Aiko                           | Takahiro Harada                                                | 16 de septiembre de 2011 |
| 12       | «La última parada de un viaje sin regreso» «Ippō Tsūkō no Shūchakuten» (一方通行の終着点)                                                              | Takahashi Tatsuya              | Shinobu Yoshioka                     | Takahiro Mujima                                                | 23 de septiembre de 2011 |
| 13       | «Y así las chicas suben al brillante escenario» «Soshite, Kanojo-tachi wa Kirameku Sutēji e» (そして、彼女たちはきらめくステージへ)                    | Sr. Okuda                      | Atsushi Nishikori Aiko Kaohsi        | Makoto Takahashi                                               | 30 de septiembre de 2011 |
| 14       | «¡El mundo que comenzó a cambiar!» «Kawarihajimeta Sekai!» (変わり始めた世界!)                                                                         | Sr. Okuda                      | Ryuichi Kimura                       | Ryuichi Kimura                                                 | 7 de octubre de 2011     |
| 15       | «¡Todas juntas, en una transmisión en vivo! ¡Una transmisión en vivo!» «Minna Sorotte, Namahōsō desu yo Namahōsō!» (みんな揃って、生放送ですよ生放送!) | Takahashi Tatsuya              | Ito Yu                               | Ito Yu                                                         | 14 de octubre de 2011    |
| 16       | «Lo que se siente estar solo» «Hitoribotchi no Kimochi» (ひとりぼっちの気持ち)                                                                         | Hideki Shirane                 | Tomomi Mochizuki                     | Kotake Otake                                                   | 21 de octubre de 2011    |
| 17       | «Makoto, un verdadero príncipe» «Makoto, Makoto no Ōji-sama» (真、まことの王子様)                                                                      | Hideki Shirane                 | Yuka Shibata                         | Yuka Shibata                                                   | 28 de octubre de 2011    |
| 18       | «Mucho de, todo» «Takusan no, Ippai» (たくさんの、いっぱい)                                                                                            | Ryou Tsuchiya                  | Akito Yokoyama                       | Akito Yokoyama                                                 | 4 de noviembre de 2011   |
| 19       | «Como la luna, escondida entre las nubes» «Kumoma ni Kakureru Tsuki no Gotoku» (雲間に隠れる月の如く)                                                  | Takahashi Tatsuya              | Kenichi Imaizumi                     | Takashi Tagashi                                                | 11 de noviembre de 2011  |
| 20       | «Promesa» «Yakusoku» (約束) | Ryou Tsuchiya                  | Kanjo Aiko                           | Takahiro Harada                                                | 18 de noviembre de 2011  |
| 21       | «Como una flor creciendo» «Maru de Hana ga Saku yō ni» (まるで花が咲くように)                                                                          | Sr. Okuda                      | Kenichi Imaizumi                     | Takahiro Mujima                                                | 25 de noviembre de 2011  |
| 22       | «En Nochebuena» «Seiya no Yoru ni» (聖夜の夜に) | Takahashi Tatsuya              | Ryoji Ikuyama                        | Ryoji Ikuyama                                                  | 2 de diciembre de 2011   |
| 23       | «Yo» «Watashi» (私) | Hideki Shirane                 | Kōji Masunari                        | Makoto Takahashi                                               | 9 de diciembre de 2011   |
| 24       | «Sueño» «Yume» (夢) | Ryou Tsuchiya                  | Kanjo Aiko                           | Kanjo Aiko                                                     | 16 de diciembre de 2011  |
| 25       | «¡Todas, juntas!» «Minna to, Issho ni!» (みんなと、いっしょに！)                                                                                       | Machitadoko Atsushi Nishikiori | Atsushi Nishikori Itsu Yoshihiro Ito | Yu Itoh Yoshihiro Gunishima Takahiro Harada Masanori Takahashi | 23 de diciembre de 2011  |
| 26 (OVA) | «Una historia llamada 765 Pro» «Namuko Puro to Iu Monogatari» (765プロという物語)                                                                      | Takahashi Tatsuya              | Toshifumi Akai                       | Toshifumi Akai                                                 | 16 de junio de 2012      |

## Música
| Canción                                                        | Episodios                  | Letras               | Composición                    | Arreglos                          | Intérprete |
| -------------------------------------------------------------- | -------------------------- | -------------------- | ------------------------------ | --------------------------------- | --- |
| Tema de apertura                                               |                            |                      |                                |                                   | |
| READY!!                                                        | Episodios 2-12             | yura                 | Satoru Kōsaki                  | Satoru Kōsaki                     | 765PRO ALLSTARS |
| CHANGE!!!!                                                     | Episodios 12-19, 21-23, 25 | yura                 | NBGI (Tetsuya Uchida)          | Tetsuya Uchida y Yukari Hashimoto | 765PRO ALLSTARS |
| Tema de cierre                                                 |                            |                      |                                |                                   | |
| The world is all one!!                                         | Episodio 1                 | RIONA                | Tomokazu Tashiro               | Keiroku Araki                     | 765PRO ALLSTARS |
| Positive! (ポジティブ!?)                                       | Episodio 2                 | NBGI (mft)           | NBGI (Kouji Nakagawa)          | NBGI (Kouji Nakagawa)             | Iori Minase y Yayoi Takatsuki |
| First Stage (Remix)                                            | Episodio 3                 | Megumi Nakamura      | NBGI (Hiroto Sasaki)           | NBGI (Hiroto Sasaki)              | Yukiho Hagiwara y Makoto Kikuchi |
| Aoi Tori (TV Arrange) (蒼い鳥?)                                | Episodio 4                 | Yuriko Mori          | NBGI (Go Shiina)               | Keita Miyahara                    | Chihaya Kisaragi |
| MOONY                                                          | Episodio 5                 | yura                 | Funta7                         | Funta7                            | Chihaya Kisaragi, Azusa Miura, Makoto Kikuchi, Miki Hoshii, Hibiki Ganaha y Ritsuko Akizuki                                                                                |
| THE IDOLM@STER                                                 | Episodio 6                 | Megumi Nakamura      | NBGI (Hiroto Sasaki)           | NBGI (Hiroto Sasaki)              | 765PRO ALLSTARS |
| Ohayo!! Asa Gohan (おはよう!!朝ご飯?)                          | Episodio 7                 | Megumi Nakamura      | NBGI (Hiroto Sasaki)           | NBGI (Hiroto Sasaki)              | Yayoi Takatsuki |
| Hanikami! First Byte (ハニカミ!ファーストバイト?)              | Episodio 8                 | Hiroyuki Goto        | NBGI (Kouji Nakagawa)          | NBGI (Kouji Nakagawa)             | Ryuuguu Komachi (Azusa Miura, Iori Minase y Ami Futami) |
| Reimei Starline (黎明スターライン?)                            | Episodio 9                 | NBGI (LindaAI-CUE)   | NBGI (Yuji Masubuchi)          | NBGI (Yuji Masubuchi)             | Ami y Mami Futami |
| GO MY WAY!!                                                    | Episodio 10                | yura                 | NBGI (Satoru Kōsaki)           | NBGI (Satoru Kōsaki)              | 765PRO&876PRO ALLSTARS |
| START!!                                                        | Episodio 11                | Aya Shirase          | Makoto Miyazaki                | Makoto Miyazaki                   | Haruka Amami |
| Shocking na Kare! (ショッキングな彼?)                          | Episodio 12                | NBGI (mft)           | NBGI (Koji Nakagawa)           | NBGI (Koji Nakagawa)              | Miki Hoshii |
| i (Remix)                                                      | Episodio 13                | Megumi Nakamura      | NBGI (Hiroto Sasaki)           | NBGI (Hiroto Sasaki)              | 765PRO ALLSTARS |
| Colorful Days (Remix)                                          | Episodio 14                | Megumi Nakamura      | NBGI (Hiroto Sasaki)           | NBGI (Hiroto Sasaki)              | Haruka Amami, Miki Hoshii, Chihaya Kisaragi, Ami y Mami Futami, Takane Shijou y Hibiki Ganaha                                                                              |
| MEGARE! (Remix)                                                | Episodio 15                | NBGI (mft)           | NBGI (Ryuuichi Takada)         | NBGI (Ryuuichi Takada)            | 765PRO ALLSTARS |
| Brand New Day!                                                 | Episodio 16                | NBGI (Hiroshi Ōkubo) | NBGI (Hiroshi Ōkubo)           | NBGI (Hiroshi Ōkubo)              | Hibiki Ganaha |
| Kiramekirari (チアリングレター?)                               | Episodio 17                | mft                  | MIKOTO                         | Atsushi Umebori                   | Makoto Kikuchi |
| Mahou o Kakete! (魔法をかけて!?)                               | Episodio 18                | NBGI (Satoru Kōsaki) | NBGI (Satoru Kōsaki)           | NBGI (Satoru Kōsaki)              | Ritsuko Akizuki |
| Kazahana (風花?)                                               | Episodio 19                | Tetsuya Uchida       | Tetsuya Uchida                 | Tetsuya Uchida                    | Takane Shijou |
| Yakusoku (約束?)                                               | Episodio 20                | Yuriko Mori          | Koji Nakagawa Keiki Kobayashi  | Keiki Kobayashi                   | Chihaya Kisaragi, Haruka Amami, Miki Hoshii, Yayoi Takatsuki, Makoto Kikuchi, Yukiho Hagiwara, Ami y Mami Futami, Iori Minase, Azusa Miura, Takane Shijou y Hibiki Ganaha. |
| Sora (空?)                                                     | Episodio 21                | yura                 | Satoru Kōsaki                  | Satoru Kōsaki                     | Kotori Otonashi |
| Happy Christmas                                                | Episodio 22                | Yuriko Kaida         | NBGI (Go Shiina)               | Fuming                            | Haruka Amami, Chihaya Kisaragi, Ami y Mami Futami, Azusa Miura, Takane Shijou y Hibiki Ganaha                                                                              |
| Mitsumete (Instrumental) (見つめて?)                           | Episodio 23                | -                    | NBGI (Yoshi)                   | Makoto Sakuma                     | - |
| Massugu (まっすぐ?)                                            | Episodio 24                | Matsuri Asahi        | NBGI (Yoshi)                   | NBGI (Yoshi)                      | 765PRO ALLSTARS |
| Isshō (New version) (いっしょ（NEW VERSION）?)                 | Episodio 25                | yura                 | Miki Fujisue                   | Miki Fujisue                      | 765PRO ALLSTARS |
| my song                                                        | Episodio 26                | yura                 | Satoru Kōsaki                  | Satoru Kōsaki                     | 765PRO ALLSTARS |
| Insert Song                                                    |                            |                      |                                |                                   | |
| Watashi Wa Idol ♡ (Remix) (私はアイドル♡（リミックス）?)       | Episodios 2, 13            | Megumi Nakamura      | NBGI (Hiroto Sasaki)           | NBGI (Hiroto Sasaki)              | Iori Minase, Yayoi Takatsuki y Ami&Mami Futami |
| ALRIGHT* (Remix) (ALRIGHT*（リミックス）?)                     | Episodio 3                 | yura                 | cota                           | Junjiro Seki                      | Yukiho Hagiwara |
| Otome yo Taishi wo Idake! (乙女よ大志を抱け!?)                 | Episodios 4, 13, 26        | yura                 | Yusuke Shirato                 | Jun Kageie                        | Haruka Amami |
| Kami Summer!! (神SUMMER!!?)                                    | Episodio 5                 | yura                 | Hisekazu Tanaka                | Hisekazu Tanaka                   | Haruka Amami, Yayoi Takatsuki, Ami&Mami Futami, Yukiho Hagiwara, Iori Minase y Takane Shijou                                                                               |
| SMOKY THRILL                                                   | Episodio 6                 | NBGI (uRy)           | NBGI (uRy)                     | NBGI (uRy)                        | Ryugu Komachi (Iori Minase, Azusa Miura y Ami Futami) |
| Kiramekirari (キラメキラリ?)                                   | Episodios 7, 13            | yura                 | Satoru Kōsaki                  | Satoru Kōsaki                     | Yayoi Takatsuki |
| Hare Iro (晴れ色?)                                             | Episodio 8                 | Sachiko Inamura      | Yūko Onishi                    | Norichika Saito                   | Azusa Miura |
| Agent Yoru wo Yuku (エージェント夜を往く?)                     | Episodios 8, 26            | NBGI (LindaAI-CUE)   | NBGI (LindaAI-CUE)             | NBGI (LindaAI-CUE)                | Makoto Kikuchi |
| Meiso Mind (迷走Mind?)                                         | Episodio 8                 | NBGI (mft)           | NBGI (Kouji Nakagawa)          | NBGI (Kouji Nakagawa)             | Makoto Kikuchi |
| shiny smile (REM@STER-A)                                       | Episodio 8                 | Matsuri Asahi        | NBGI (Yoshi)                   | Akiko Hayashibe                   | Azusa Miura y Makoto Kikuchi |
| Alice or Guilty                                                | Episodio 10                | Makoto Uezu          | NBGI (Rio Hamamoto)            | NBGI (Rio Hamamoto)               | Jupiter (Touma Amagase, Hokuto Ijuuin y Shouta Mitarai) |
| L・O・B・M                                                     | Episodio 10                | NBGI (mft)           | NBGI (Ryuuichi Takada)         | NBGI (Ryuuichi Takada)            | 765PRO ALLSTARS |
| Waratte (笑って!?)                                             | Episodio 11                | Sachiko Inamura      | DY-T                           | Yoshihiro Kusano                  | Haruka Amami |
| Furu Furu Future☆ (ふるふるフューチャー☆?)                     | Episodio 12                | Matsuri Asahi        | NBGI (Yoshi)                   | NBGI (Yoshi)                      | Miki Hoshii |
| My Best Friend                                                 | Episodio 13                | NBGI (uRy)           | NBGI (Hiroshi Ōkubo)           | Masako Ōgami y Hiroshi Ōkubo      | Haruka Amami y Chihaya Kisaragi |
| Suta → Tosuta → (スタ→トスタ→?)                                | Episodio 13                | yura y Hiroshi Ōkubo | NBGI (Hiroshi Ōkubo)           | NBGI (Hiroshi Ōkubo)              | Mami Futami |
| Omoide wo Arigatou (思い出をありがとう?)                       | Episodio 13                | Megumi Nakamura      | NBGI (Hiroto Sasaki)           | NBGI (Hiroto Sasaki)              | Yukihop Hagiwara y Makoto Kikuchi |
| Next Life                                                      | Episodio 13                | Akitaha Tōyama       | Akitaha Tōyama                 | Akitaha Tōyama                    | Hibiki Ganaha |
| Flower Girl (フラワーガール?)                                  | Episodios 13, 19           | Yoshi y Kyon         | NBGI (Yoshi)                   | NBGI (Yoshi)                      | Takane Shijou |
| Day of the future                                              | Episodio 13                | Oriha Ōmi            | Tatsh                          | Tatsh                             | Miki Hoshii |
| Marionette no Kokoro (マリオネットの心?)                       | Episodio 13                | mft                  | Yukari Hashimoto               | Makoto Miyazaki                   | Miki Hoshii |
| Me ga Au Toki (目が逢う瞬間（とき）?)                          | Episodios 13, 26           | Yuriko Kaida         | NBGI (Jesahm)                  | NBGI (Jesahm)                     | Chihaya Kisaragi |
| Jibun REST@RT (自分REST@RT?)                                   | Episodio 13                | Hiroto Sasaki        | NBGI (Hidekazu Tanaka)         | NBGI (Hidekazu Tanaka)            | Haruka Amami, Miki Hoshii, Chihaya Kisaragi, Yayoi Takatsuki, Yukiho Hagiwara, Makoto Kikuchi, Mami Futami, Takane Shijou y Hibiki Ganaha                                  |
| Kimi wa Melody (Remix) (キミはメロディ?)                       | Episodio 14                | Fubito Endo          | NBGI (Tetsuya Uchida)          | NBGI (Tetsuya Uchida)             | Yayoi Takatsuki, Yukiho Hagiwara, Makoto Kikuchi, Iori Minase, Azusa Miura y Ritsuko Akizuki                                                                               |
| Smile Taisō (スマイル体操?)                                    | Episodio 15                | yura                 | NBGI (Makoto Miyazaki)         | NBGI (Makoto Miyazaki)            | Yayoi Takatsuki |
| arcadia                                                        | Episodio 15                | Aya Shirase          | Noriyasu Agematsu              | Masato Nakayama                   | Chihaya Kisaragi |
| Trial Dance                                                    | Episodio 16                | yura                 | Keizō Nakanishi                | Takao Konishi                     | Hibiki Ganaha |
| Jitensha (自転車?)                                             | Episodio 17                | Aya Shirase          | Shintaro Ito                   | Shintaro Ito                      | Makoto Kikuchi |
| Nana Iro Button (七彩ボタン?)                                  | Episodios 18, 23, 26       | Fubito Endo          | NBGI (Tetsuya Uchida)          | NBGI (Tetsuya Uchida)             | Ryuuguu Komachi (Iori Minase, Azusa Miura y Ami Futami) |
| Ippai Ippai (いっぱいいっぱい?)                                | Episodio 18                | NBGI (Jesahm)        | NBGI (Hiroto Sasaki)           | NBGI (Hiroto Sasaki)              | Ritsuko Akizuki |
| Koi wo Hajimeyō (恋をはじめよう?)                              | Episodio 21                | Aya Shirase          | NBGI (Jesahm)                  | NBGI (Jesahm)                     | Jupiter (Touma Amagase, Hokuto Ijuuin y Shouta Mitarai) |
| Nemuri Hime (眠り姫?)                                          | Episodio 21                | Yuriko Mori          | Go Shiina                      | Go Shiina                         | Chihaya Kisaragi |
| Hana (New Mix) (花?)                                           | Episodio 21                | yura                 | Miki Fujisue                   | Jun Kageie                        | Kotori Otonashi |
| relations                                                      | Episodio 22                | NBGI (mft)           | NBGI (Koji Nakagawa)           | NBGI (Koji Nakagawa)              | Miki Hoshii |
| inferno                                                        | Episodio 22                | yura Dark            | Miki Fujisue                   | Yoshihiro Kusano                  | Chihaya Kisaragi |
| My Wish                                                        | Episodio 22                | Asu                  | Asu                            | Junjiro Seki                      | Miki Hoshii, Yayoi Takatsuki, Yukiho Hagiwara, Makoto Kikuchi, Iori Minase y Ritsuko Akizuki                                                                               |
| Attana na Yuki (あったかな雪?)                                 | Episodio 22                | Aya Shirase          | Takuto Kōjiya                  | TetsuO Maruyama                   | Miki Hoshii, Yayoi Takatsuki, Ami y Mami Futami |
| Little Match Girl                                              | Episodio 23                | ESTi                 | ESTi                           | ESTi                              | Yukiho Hagiwara |
| Honey Heartbeat                                                | Episodio 24                | NBGI (MC TC)         | NBGI (LindaAI-CUE)             | NBGI (LindaAI-CUE)                | Yayoi Takatsuki, Yukiho Hagiwara y Makoto Kikuchi |
| Sayanora wo Arigatō (さよならをありがとう?)                    | Episodio 24                | Yukari Hashimoto     | Yukari Hashimoto               | Yukari Hashimoto                  | Haruka Amami |
| READY!!&CHANGE!!!! SPECIAL EDITION                             | Episodio 25                | NBGI (yura)          | Satoru Kōsaki y Tetsuya Uchida | Yukari Hashimoto                  | 765PRO ALLSTARS |
| Watashi-tachi wa Zutto... Deshou? (私たちはずっと…でしょう？?) | Episodio 25                | Aki Hata             | Hiroto Sasaki                  | Hiroto Sasaki                     | 765PRO ALLSTARS |
| Tonari ni... (隣に…?)                                          | Episodio 26                | Yuriko Kaida         | Go Shiina                      | Go Shiina                         | Azusa Miura |
| Banda sonora                                                   |                            |                      |                                |                                   | |
| Ryuuichi Takada                                                |                            |                      |                                |                                   | |

## Emisión
En Japón, la serie se emitió por las siguientes cadenas:
| Área de emisión       | Cadena                  | Fecha de emisión                          | Hora de emisión (UTC+9) | Notas      |
| --------------------- | ----------------------- | ----------------------------------------- | ----------------------- | ---------- |
| Región de Kanto       | TBS                     | 7 de julio de 2011 - 22 de diciembre      | Viernes, 1:25 - 1:55    | Productora |
| Área de Chūkyō        | CBS                     | 14 de julio de 2011 - 12 de enero de 2012 | Viernes, 2:00 - 2:30    |            |
| Región de Kinki       | MBS                     | 14 de julio de 2011 - 12 de enero de 2012 | Viernes, 2:40 - 3:10    |            |
| Prefectura de Fukuoka | RKB                     | 19 de julio de 2011 - 10 de enero de 2012 | Miércoles, 2:25 - 2:55  |            |
| Nacional              | BS-TBS                  | 30 de julio de 2011 - 21 de enero de 2012 | Domingo, 1:00 - 1:30    |            |
| Nacional              | Nico Nico Anime Channel | 31 de julio de 2011 - 22 de enero de 2012 | Lunes, 1:30             | Webcast    |
| Nacional              | Bandai Channel          | 1 de agosto de 2011 - 29 de enero de 2012 | -                       | Webcast    |

En América, el sitio web de stream online Crunchyroll empezó su emisión de la serie el 30 de julio de 2011, tanto a usuarios con cuenta premium como a usuarios normales, de forma gratis.

## Web Radio
iM@STUDIO
Empezó su emisión el 8 de abril de 2011, y se emite todos los viernes en la web "HiBiKi Radio Station". Cuenta con Eriko Nakamura (Haruka Amami) y Asami Imai (Chihaya Kisaragi) como presentadoras.
Invitados
- Episodio 07 - Asami Shimoda (Ami Futami & Mami Futami) y Azumi Asakura (Yukiho Hagiwara)
- Episodio 12 - Akiko Hasegawa (Miki Hoshii)
- Episodio 16 - Mayako Nigo (Yayoi Takatsuki)
- Episodio 19 - Chiaki Takahashi (Azusa Miura)
- Episodio 20 - Naomi Wakabayashi (Ritsuko Akizuki)

### DJCD
Radio CD "iM@STUDIO" Vol. 1
Lanzado el 23 de septiembre de 2011. Tuvo un prelanzamiento en el Comiket 80.
Hiromi Hirata (Makoto Kikuchi) y Akiko Hasegawa (Miki Hoshii) aparecen como invitadas. La ilustración de la portada está hecha por Kousuke Kurose.